# Gridlock'd
Gridlock'd és una pel·lícula estatunidenca de Vondie Curtis-Hall estrenada l'any 1997. Ha estat doblada al català.

## Argument
Després de la sobredosi de la seva amiga, dos drogats decideixen desintoxicar-se. Però molts problemes compliquen la tasca.
Spoon deixa inconscient d'un cop un traficant de droga que pegava a Stretch. Al llarg del film el traficant prova de trobar-los. Es fa tanmateix atrapar per la policia abans d'haver pogut arribar-hi. Spoon i Strech es lliuraran igualment a una administració poc comprensiva. Finalment, creient-se sempre acorralats (sense motiu) per la policia i el traficant D-Reper, Spoon demanarà a Stretch colpejar-lo amb la finalitat que puguin ser admesos a l'hospital per fer-se cuidar i estar així segurs. Entraran a l'hospital quan la seva amiga Cookie en sortirà.

## Repartiment
- Tupac Shakur: Ezekiel Whitmore, anomenat « Spoon »
- Tim Roth: Alexander Rawland, anomenat « Stretch »
- Thandie Newton: Barbara Cook, anomenada « Cookie »
- Charles Fleischer: Mr. Woodson
- Howard Hesseman: Blind Man
- James Pickens Jr.: Supervisor
- John Sayles: Policia # 1
- Eric Payne: Policia # 2
- Tom Towles: D-Reper's Henchman
- Tom Wright: Koolaid
- James Shanta: Patrullador # 1
- Jim O'Malley: Patrullador # 2
- George Poulos: Chuck
- Debbie Zancor: Clerk
- Mik Scriba: Oficial #1
- Lucy Liu: Cee-Cee
- Richmond Arquette: Doctor Resident
- Lynn Blades: Alexia Cruz
- Kasi Lemmons: Madonna
- Vondie Curtis-Hall: D-Reper

## Al voltant de la pel·lícula
- Aquest film és el penúltim film de Tupac Shakur, sortirà quatre mesos després de la seva mort.
- Premis 1997: National Board of Review: Esment especial
- Crítica 
  - "Interessant història per a un film dur, però amb un gran sentit de l'humor"[3]
  - "Pel·lícula amb frescor en la qual de nou es gaudeix del peculiar talent de Tim Roth"[4]